# 1940
| 1940                                                         |
| ------------------------------------------------------------ |
| Dødsfald - Fødsler                                           |
| • Begivenheder • Film • Litteratur • Musik • Politik • Sport |

| Gregoriansk kalender | 1940 MCMXL              |
| Ab urbe condita      | 2693                    |
| Armensk kalender     | 1389 ԹՎ ՌՅՁԹ            |
| Kinesiske kalender   | 4636 – 4637 己卯 – 庚辰 |
| Etiopisk kalender    | 1932 – 1933             |
| Jødisk kalender      | 5700 – 5701             |
| Hindukalendere       |                         |
| - Vikram Samvat      | 1995 – 1996             |
| - Shaka Samvat       | 1862 – 1863             |
| - Kali Yuga          | 5041 – 5042             |
| Iransk kalender      | 1318 – 1319             |
| Islamisk kalender    | 1359 – 1360             |

Konge i Danmark: Christian 10. 1912-1947
Se også 1940 (tal)

## Begivenheder

### Januar
- 1. januar – Statsminister Thorvald Stauning holder en radiotransmitteret nytårstale til danskerne, bl.a. om landets svage forsvar.
- 8. januar – I Storbritannien bliver smør, bacon og sukker rationeret

### Februar
- 21. februar - det tyske luftvåben vil have lov til at besætte Ålborg lufthavn i forbindelse med angrebet på Norge. Adolf Hitler godkender, at Danmark besættes militært for at lette angrebet på Norge

### Marts
- 12. marts. – Vinterkrigen afsluttes med Fredstraktaten i Moskva
- 16. marts - tyskerne bomber Scapa Flow flådebase i nærheden af Skotland

### April
- 4. april – Sovjetunionen påbegynder Katynmassakren uden for den russiske by Smolensk, hvor omkring 15-20.000 polske officerer og højtstående folk blev henrettet og begravet i massegrave. Massakren varer ved lidt over en måned, før alle polakkerne er henrettet med nakkeskud.
- 9. april – Danmark og Norge besættes af tyske styrker under 2. verdenskrig i operation Weserübung. Den danske regering aftaler en fredspolitik med den tyske besættelsesmagt, og skåner derfor den danske befolkning mod militære overgreb og ødelæggelser. (Fredsforhandlingen ophørte i 1943 med Augustoprøret)
- 10. april - foreløbig samlingsregering dannes med Thorvald Stauning som statsminister
- 12. april – Færøerne og Island besættes af Britiske tropper for at undgå tysk besættelse
- 18. april - digterpræsten Kaj Munk maner i en prædiken i Sønderborg til modstand mod den tyske besættelsesmagt
- 25. april - Storbritanniens besættelsesstyrker på Færøerne anerkender Merkið som Færøernes flag og afslutter dermed en mangeårig strid mellem færingerne og Danmark
- 29. april - den norske Kong Haakon og den norske regering flygter til England

### Maj
- 1. maj - de olympiske Lege 1940, der skulle have været afholdt i Helsinki, bliver aflyst, på grund af 2. verdenskrig
- 5. maj - i London dannes en norsk eksilregering
- 8. maj - Nazityske soldater i hollandske uniformer krydser den hollandske grænse for at indtage nogle broer med henblik på det kommende felttog
- 9. maj - Rumænien stiller sig under tysk beskyttelse
- 9. maj - RAF indleder natlige bombetogter over mål i Tyskland
- 10. maj – Tyskland invaderer Belgien og Holland, for at kunne marchere rundt om Maginotlinjen ved grænsen.
- 10. maj – England besætter Island som et modtræk mod den tyske besættelse af Norge.Rotterdam efter bombningerne, 14. maj 1940
- 10. maj – Neville Chamberlain trækker sig og Winston Churchill bliver Premierminister af Storbritannien
- 12. maj - nazisterne krydser Maas og indleder erobringen af Frankrig
- 13. maj - i sin første tale til nationen siger Winston Churchill ordene: Jeg har intet at tilbyde andet end blod, slid, tårer og sved
- 14. maj – Dronning Wilhelmina af Nederlandene og hendes regering flygter til London
- 14. maj - Rotterdam bombarderes af tyske lufttropper, og Nederlandene overgiver sig til Nazityskland
- 15. maj – den nederlandske hær overgiver sig
- 15. maj - Nylonstrømper kommer på markedet i USA
- 17. maj - tyske tropper erobrer Bruxelles, og den belgiske regering må flytte til Ostende
- 24. maj - Igor Sikorsky gennemfører den første flyvning i en helikopter med én motor
- 26. maj – Dunkirk evakuering af Britiske tropper fra Frankrig starter.
- 28. maj – Den belgiske hær overgiver sig.

### Juni
- 3. juni - Paris lider under voldsomme tyske luftbombardementer
- 4. juni – evakueringen fra Dunkerque slutter. 300.000 britiske soldater blev evakueret
- 7. juni - Kong Haakon 7. af Norge, kronprins Olav og den norske regering forlader Tromsø og går i eksil i London
- 9. juni - Norge kapitulerer til Tyskland
- 10. juni – Kongeriget Italien erklærer krig mod England og Frankrig
- 10. juni – Canada erklærer krig mod Italien.
- 10. juni – Norge overgiver sig til de tyske tropper.
- 12. juni – 13.000 britiske og franske soldater overgiver sig til den tyske general Erwin Rommel ved Saint-Valery-en-Caux
- 13. juni - den franske premierminister Paul Raynaud udsender en sidste appel om amerikansk intervention i krigen
- 14. juni – Paris kommer under tysk besættelse.
- 14. juni – en gruppe på 728 polske politiske fanger fra Tarnów bliver de første indsatte i Auschwitz koncentrationslejr
- 16. juni - Maginot-linjen, "den uindtagelige franske forsvarslinje", opgives til den tyske værnemagt
- 16. juni - Marskal Philippe Pétain bliver fransk statsminister.
- 17. juni - et tysk bombefly af typen Junkers Ju 88 rammer Lancastria med fire bomber. Skibet er fyldt til bristepunktet med soldater og passagerer, der er under evakuering fra fastlandet, til England. Ingen ved hvor mange der var om bord og mistede livet - men det var op imod 6.500 omkomne
- 18. juni - Adolf Hitler og Benito Mussolini mødes i München
- 21. juni - Frankrig overgiver sig officielt til tyskerne efter invasionen, og en våbenhvile underskrives dagen efter
- 22. juni - i den samme togvogn og på samme sted (Compiègne-skoven i Frankrig) som våbenstilstanden i 1. verdenskrig i 1918 blev aftalt indgår Frankrig våbenstilstand med Tyskland og kapitulerer dermed
- 23. juni - Hitler besøger det nyligt besatte Paris
- 27. juni - Sovjetunionen rykker ind i Rumænien, efter at kong Karol har nægtet at afstå Besarabien og Bukovina
- 28. juni – General Charles de Gaulle bliver officielt anerkendt af England som "Leder af alle frie franskmænd – uanset hvor de befinder sig." – ("Leader of all Free Frenchmen, wherever they may be")

### Juli
- 5. juli - Vichy-regeringen i Frankrig afbryder forbindelserne med England
- 10. juli – Slaget om England begynder
- 10. juli - i Frankrig får Philippe Pétain overdraget magten i Vichy-regeringen af nationalforsamlingen
- 13. juli - Adolf Hitler udsender direktiv nr. 14, der giver ordre om forberedelse af invasion af England
- 20. juli - Danmark melder sig ud af Folkeforbundet

### August
- 3. august – Sovjetunionen annekterer Litauen
- 3. august - Italien invaderer Britisk Somaliland
- 4. august - engelske og franske skibe udlægger miner i norsk farvand
- 5. august – Sovjetunionen annekterer Letland.
- 6. august – Sovjetunionen annekterer Estland
- 7. august - Tyskland annekterer Elsass-Lothringen
- 20. august - Lev Trotskij angribes med en ishakke i Mexico City. Han dør af sårene den følgende dag
- 23. august - Tyskland starter bombningerne af London
- 25. august - de tre baltiske lande Estland, Letland og Litauen, der er besat af Sovjetunionen, bliver indlemmet i Sovjetunionen

### September
- Kong Christian 10. fejrer sin 70 års fødselsdag med en kortage gennem byen - her på Kgs. Nytorv, 26. september 19402. september – USA og Storbritannien indleder officielt samarbejde. 50 amerikanske destroyere bliver flyttet til England. Som gengæld får USA adgang til britiske baser i Nordsøen, Vestindien og Bermuda i 99 år
- 2. september - Ubåden Sunnfish torpeder og sænker M/S Pionier i Skagerrak. 338 af de ombordværende 823 mister livet
- 4. september - Slaget om England begynder, efter at Hitler har truet med at udslette britiske byer efter engelske angreb på München. Det indledes med 57 dages luftbombardement.
- 7. september – Tyskland indleder en 57-nætters bomberegn af London
- 11. september - Winston Churchill forbereder det engelske folk på tysk invasion
- 12. september – En gruppe franske børn opdager Lascaux-hulerne
- 13. september - Benito Mussolinis italienske styrker på cirka 300.000 mand begynder et erobringstogt mod Egypten. De kun 30.000 britiske soldater i landet trak sig umiddelbart tilbage, dog kun for senere at gå succesrigt til modangreb. Efter flere ugers offensiv blev 200.000 italienere taget til fange, og Mussolinis drøm om at erobre Nordafrika bristede
- 15. september - massive tyske luftangreb på London, Southampton, Bristol, Cardiff, Liverpool og Manchester. Slaget om England afsluttes med sejr til RAF
- 23. september - Japanske tropper rykker ind i Indokina
- 25. september - den tyske Rigskommissær i Norge, Terboven, etablerer et diktatur i Norge, med Vidkun Quisling som regeringschef.
- 27. september – Tyskland, Kongeriget Italien og Japan underskriver tremagtspagten

### Oktober
- 4. oktober - Adolf Hitler og Benito Mussolini mødes ved Brennerpasset
- 9. oktober - Winston Churchill vælges til leder af britiske konservative parti
- 12. oktober - tyskerne udsætter Kriegsmarines Operation Seelöwe (invasionen af England) til foråret 1941
- 28. oktober - Italien invaderer Grækenland, men bliver 14 dage senere presset tilbage til Albanien

### November
- 1. november - i det besatte Warszawa forbyder tyskerne jøderne at forlade ghettoen, som er blevet omkranset af en mur
- 5. november – Franklin D. Roosevelt vælges til præsident i USA for 3. gang
- 5. november – Folketælling for Kongeriget Danmark
- 7. november - Tacoma Broen styrter sammen. Videobilleder er siden gået verden rundt. Ingen mennesker kom dog noget til
- 10. november - angreb med torpedobomber ødelægger den italienske flåde ved Taranto
- 16. november - Bornholms Lufthavn indvies, og der starter én daglig ruteflyvning til København
- 18. november - Italiens udenrigsminister Galeazzo Ciano møder Adolf Hitler, som er sur pga. den italienske invasion af Grækenland
- 25. november - Søren Spætte optræder for første gang i en tegnefilm
- 27. november - det tyske Luftwaffe bomber Liverpool

### December
- 19. december - Kyösti Kallio, Finlands præsident (1937-40) dør ved et akut slagtilfælde i armene på marskal Mannerheim på Helsingfors Banegård

## Født

### Januar
- 11. januar – Jens Brenaa, dansk skuespiller.
- 17. januar – Troels Trier, dansk sanger.
- 22. januar – John Hurt, engelsk skuespiller (død 2017).
- 27. januar – James Cromwell, amerikansk skuespiller.
- 29. januar – Katharine Ross, amerikansk skuespillerinde.
- 30. januar – Poul Steen Larsen, dansk bibliotekar og boghistoriker.

### Februar
- 2. februar - David Jason, engelsk skuespiller.
- 16. februar – Sten Bramsen, dansk tv-vært og tilrettelægger (død 1990).
- 20. februar - Jimmy Greaves, engelsk skuespiller (død 2021).
- 21. februar - John Lewis, amerikansk politiker og borgerrettighedsforkæmper (død 2020).
- 23. februar - Peter Fonda, amerikansk skuespiller (død 2019).
- 26. februar - Hans-Rüdiger Etzold, tysk fagbogsforfatter.
- 28. februar - Mario Andretti, italiensk-amerikansk racerkører

### Marts
- 7. marts – Rudi Dutschke, tysk studenterleder (død 1979).
- 7. marts – Ebbe Kløvedal Reich, dansk forfatter og redaktør (død 2005).
- 9. marts – Mads Øvlisen, dansk erhvervsleder.
- 10. marts – Chuck Norris, amerikansk skuespiller.
- 11. marts – Ove Weiss, dansk redaktør.
- 12. marts – Al Jarreau, amerikansk jazzsanger (død 2017).
- 21. marts – Benny Holst, dansk musiker og komponist.
- 26. marts – James Caan, amerikansk skuespiller (død 2022).
- 26. marts – Nancy Pelosi, amerikansk politiker.
- 31. marts – Erik Magnussen, dansk keramiker og designer (død 2014).

### April
- 1. april – Wangari Maathai, kenyansk miljø- og politisk aktivist (død 2011).
- 3. april – Wolf Kahler, tysk skuespiller.
- 13. april – Sven Holm, dansk forfatter (død 2019).
- 14. april – Julie Christie, engelsk skuespillerinde.
- 16. april – Dronning Margrethe 2. på Amalienborg.
- 18. april – Leif Sylvester Petersen, dansk multikunstner.
- 25. april – Al Pacino, amerikansk skuespiller.
- 26. april – Giorgio Moroder, italiensk komponist.
- 30. april – Burt Young, amerikansk skuespiller (død 2023).

### Maj
- 8. maj – Peter Benchley, amerikansk forfatter (død 2006).
- 12. maj – Lill Lindfors, svensk sanger og entertainer.
- 16. maj – Ole Ernst, dansk skuespiller (død 2013).
- 18. maj - Colin Addison, engelsk tidligere professional fodboldspiller.
- 23. maj – Lone Dybkjær, dansk politiker og statsministerfrue (død 2020).
- 26. maj – Levon Helm, amerikansk trommeslager i The Band (død 2012).
- 27. maj – Stig Hoffmeyer, dansk skuespiller (død 2022).

### Juni
- 2. juni – Konstantin 2. af Grækenland, konge af Grækenland (død 2023).
- 7. juni – Tom Jones, walisisk sanger.
- 8. juni – Nancy Sinatra, amerikansk skuespillerinde og sangerinde.
- 20. juni – John Mahoney, engelsk-amerikansk skuespiller (død 2018).
- 23. juni – Adam Faith, engelsk sanger og skuespiller (død 2003).

### Juli
- 1. juli – Peder Nyman, dansk avistegner (død 2001).
- 7. juli – Ringo Starr, engelsk trommeslager.
- 10. juli – Tommy Troelsen, dansk fodboldspiller (død 2021).
- 13. juli – Patrick Stewart, engelsk skuespiller.
- 18. juli – James Brolin, amerikansk skuespiller.
- 29. juli – Ole Lund Kirkegaard, dansk forfatter (død 1979).
- 31. juli – Otto Møller Jensen, dansk skuespiller (død 1996).

### August
- 3. august – Martin Sheen, amerikansk skuespiller.
- 3. august - Ingolf Winzor, dansk borgmester (død 2006).
- 4. august – Abdurrahman Wahid, indonesisk politiker (død 2009).
- 4. august – Frederik Nørgaard, dansk politiker.
- 31. august – Dorrit Willumsen, dansk forfatter.

### September
- 12. september – Joachim Frank, tysk-amerikansk biofysiker og nobelprismodtager.
- 18. september – Frankie Avalon, amerikansk sanger og skuespiller.
- 20. september – Taro Aso, japansk politiker.
- 23. september – Michel Temer, brasiliansk præsident.

### Oktober
- 6. oktober – Niels Bjerrum, dansk kemiker og professor.
- 9. oktober – Bodil Nyboe Andersen, dansk nationalbankdirektør og bestyrelsesformand.
- 9. oktober – John Lennon, engelsk musiker (død 1980). – myrdet
- 14. oktober – Cliff Richard, engelsk sanger.
- 19. oktober – Michael Gambon, irsk skuespiller (død 2023).
- 20. oktober – Jesper Langberg, dansk skuespiller (død 2019).
- 23. oktober – Ellie Greenwich, amerikansk sangskriver (død 2009).
- 23. oktober – Pelé, brasiliansk fodboldspiller(død 2022).

### November
- 15. november − Ulf Pilgaard, dansk skuespiller (død 2024).
- 15. november − Peter Lawætz, rektor for Danmarks Tekniske Universitet 1977−1986 (død 2021).
- 17. november − Luke Kelly, irsk musiker og sanger fra The Dubliners (død 1984)
- 23. november − Egon Clausen, dansk forfatter.
- 29. november − Seán Cannon, irsk musiker fra The Dubliners.

### December
- 1. december – Richard Pryor, amerikansk skuespiller (død 2005).
- 11. december – Lone Helmer, dansk skuespillerinde (død 1997).
- 12. december – Dionne Warwick, amerikansk sangerinde.
- 21. december – Frank Zappa, amerikansk musiker og sangskriver (død 1993).
- 24. december – Henrik Hassenkam, tidl. generaldirektør i DSB (død 2011).
- 24. december – Anthony Fauci, amerikansk læge.
- 30. december – James Burrows, amerikansk tv-instruktør.
- 31. december – Lone Scocozza, dansk sociolog.

- Ulla Raben, dansk tv-producer.

## Dødsfald

### Januar
- 2. januar – John Christensen, dansk maler (født 1896).
- 23. januar – Soffy Walleen, dansk skuespiller (født 1861).
- 24. januar – Martinus Galschiøt, dansk forfatter og redaktør (født 1844).

### Februar
- 10. februar – Carl Lund, dansk teatermaler (født 1855).
- 12. februar – Svend Aggerholm, dansk skuespiller (født 1875).
- 17. februar – Julius Paulsen, dansk maler (født 1860).
- 26. februar – Michael Hainisch, østrigsk jurist og forbundspræsident (født 1858).

### Marts
- 1. marts - Anton Hansen Tammsaare, estisk forfatter (født 1878).
- 9. marts – Louis Levy, dansk forfatter, journalist og teaterkritiker (født 1875).
- 13. marts – Gustav Holm, dansk kommandør og Grønlandsforsker (født 1849).
- 16. marts – Selma Lagerlöf, svensk forfatterinde (Gösta Berlings saga) (født 1858).

### April
- 26. april – Carl Bosch, tysk kemiker og nobelprismodtager (født 1874).

### Maj
- 20. maj – Verner von Heidenstam, svensk forfatter og nobelprismodtager (født 1859).
- 25. maj – Marie Krøyer, dansk maler (født 1867).

### Juni
- 29. juni – Paul Klee, schweizisk maler og grafiker (født 1879).

### Juli
- 1. juli – Peder Møller, dansk violinist (født 1877).
- 10. juli – Ernst Kaper, dansk rektor og borgmester (født 1874).
- 15. juli – Robert Wadlow, verdens højeste mand (født 1918).
- 20. juli – Gerda Wegener, dansk tegner, illustrator og maler (født 1885).
- 22. juli – Marie Bregendahl, dansk forfatter (født 1867).

### August
- 3. august – Egill Rostrup, dansk skuespiller, teaterinstruktør og professor (født 1876).
- 5. august – Johannes Buchholtz, dansk forfatter (født 1882).
- 18. august – Walter P. Chrysler, amerikansk fabrikant (født 1875).
- 21. august – Lev Trotskij, russisk revolutionær (født 1879). – myrdet
- 22. august – Emil Marott, dansk redaktør og politiker (født 1856).
- 30. august – Sir Joseph John Thomson, engelsk fysiker. Modtog nobelprisen i fysik i 1906 (født 1856).

### September
- 26. september – Harald Gad, dansk arkitekt (født 1884).

### Oktober
- 12. oktober - Tom Mix, amerikansk skuespiller (født 1880).
- 16. oktober – Christian Kølle, dansk maler og litograf (født 1858).
- 20. oktober – Erik Gunnar Asplund, svensk arkitekt og professor (født 1885).
- 27. oktober – Fini Henriques, dansk komponist (født 1867).

### November
- 9. november – Neville Chamberlain, britisk premierminister (født 1869).
- 28. november – Luigi Falchi, italiensk forfatter, digter og journalist (født 1873).

### December
- 19. december – Kyösti Kallio, finsk præsident (født 1873).
- 21. december – F. Scott Fitzgerald, amerikansk forfatter (Den store Gatsby) (født 1896).
- 25. december – C.N. Hauge, dansk politiker og minister (født 1870).

## Nobelprisen
- Fysik – Ingen prisuddeling.
- Kemi – Ingen prisuddeling.
- Medicin – Ingen prisuddeling.
- Litteratur – Ingen prisuddeling.
- Fred – Ingen prisuddeling.

## Musik
L'accordéonniste

## Film
- Vivien Leigh vinder en Oscar for sin rolle i Borte med blæsten.
- Barnet, dansk film.
- En desertør, dansk film.
- En ganske almindelig pige, dansk film.
- En pige med pep, dansk film.
- Charlie Chaplin som Hitler i sin parodi, DiktatorenFamilien Olsen, dansk film.
- I de gode gamle dage, dansk film.
- Jeg har elsket og levet, dansk film.
- Jens Langkniv (film), dansk film.
- Pas på svinget i Solby, dansk film.
- Sommerglæder, dansk film.
- Sørensen og Rasmussen, dansk film.
- Vagabonden, dansk film
- 10. september - Charlie Chaplins Diktatoren, som er en ætsende parodi på Hitler, har premiere

## Bøger
- Hvem ringer klokkerne for – Ernest Hemingway